# دودا (خواننده)
دوروتا رابچفسکا (به لهستانی: Dorota Rabczewska) با لقب هُنری دودا (به انگلیسی: Doda) متولد ۱۵ فوریه ۱۹۸۴ خواننده پاپ و از آهنگسازان موفق لهستانی است.دودا در ابتدا در گروه پاپ راک «ویرجین» حضور داشت تا اینکه در سال ۲۰۰۷ از این گروه خارج شد و اولین آلبوم مستقل خود با نام «Diamond Bitch» را وارد بازار کرد که با موفقیت زیادی رو به رو بود.شبکه «سی‌ان‌ان» دودا را دهمین شخص سرشناس در کشور لهستان انتخاب کرد.در سال ۲۰۱۱ مجله لهستانی «Viva!» دودا را دهمین فرد اثرگذار در کشور لهستان دانست.
از فیلم‌های او می‌توان به دختران خریدنی و یک قلب گرم اشاره کرد.

## آلبوم‌ها
- ۲۰۰۷: Diamond Bitch
- ۲۰۱۱: The Seven Temptations
- ۲۰۱۹: Dorota